# Venezuelská hokejová reprezentace
Venezuelská hokejová reprezentace je národní hokejové mužstvo Venezuely, které řídí Asociacion Venezolana de Hockey Sobre Patines en Linea y Hielo. Venezuela dosud není členem Mezinárodní federace ledního hokeje a nemůže se proto účastnit mistrovství světa ani zimních olympijských her. Venezuela si odbyla svůj mezinárodní debut v roce 2018 na Amerigo Latam Cup v Coral Springs na Floridě.

## Mezistátní utkání Venezuely
9. listopadu 2018  Kolumbie 10:1 Venezuela 
Hrálo se 2 × 25 minut.
9. listopadu 2018  Mexiko »B« 11:5 Venezuela 
Hrálo se 2 × 25 minut.
10. listopadu 2018  Argentina 10:5 Venezuela 
Hrálo se 2 × 25 minut.
10. listopadu 2018  Venezuela 5:3 Brazílie 
Hrálo se 2 × 25 minut.
11. listopadu 2018  Kolumbie 10:0 Venezuela 
Hrálo se 2 × 25 minut.